# 百萬金臂
《百萬金臂》（英語：Bull Durham）是1988年美國的一部浪漫喜劇、體育題材的電影。導演是羅恩·謝爾頓。這部電影也改編自他在小聯盟的經歷。電影圍繞北卡羅來納州的一家名叫達勒姆公牛隊的小聯盟棒球球隊展開。主演是凱文·科斯納，他在片中扮演一個訓練年輕好手的小聯盟資深選手，當這位年輕好手升上大聯盟後，他則留在小聯盟退休。電影在1988年公映，美國運動畫刊稱讚此片為史上最佳體育電影。

## 角色
- 凱文·科斯納 - "Crash" Davis
- 蘇珊·莎蘭登 - Annie Savoy
- 提姆·羅賓斯 - Ebby Calvin "Nuke" LaLoosh
- Trey Wilson - Joe Riggins
- Robert Wuhl - Larry Hockett
- William O'Leary - Jimmy
- Jenny Robertson - Millie
- Danny Gans - Deke
- Max Patkin - Himself
- David Neidorf - Bobby

## 反响
影片的烂番茄新鲜度达到97%，入选美国电影学会2000年AFI百年百大喜剧片第97位，以及2008年AFI十大类型十大佳片运动片第五位。

## 外部連結
- 官方网站
- 互联网电影数据库（IMDb）上《Bull Durham》的资料（英文）
- AllMovie上《Bull Durham》的资料（英文）
- 爛番茄上《Bull Durham》的資料（英文）
- Metacritic上《Bull Durham》的資料（英文）
- Box Office Mojo上《Bull Durham》的資料（英文）